# Відслонення девону в місті Чорткові

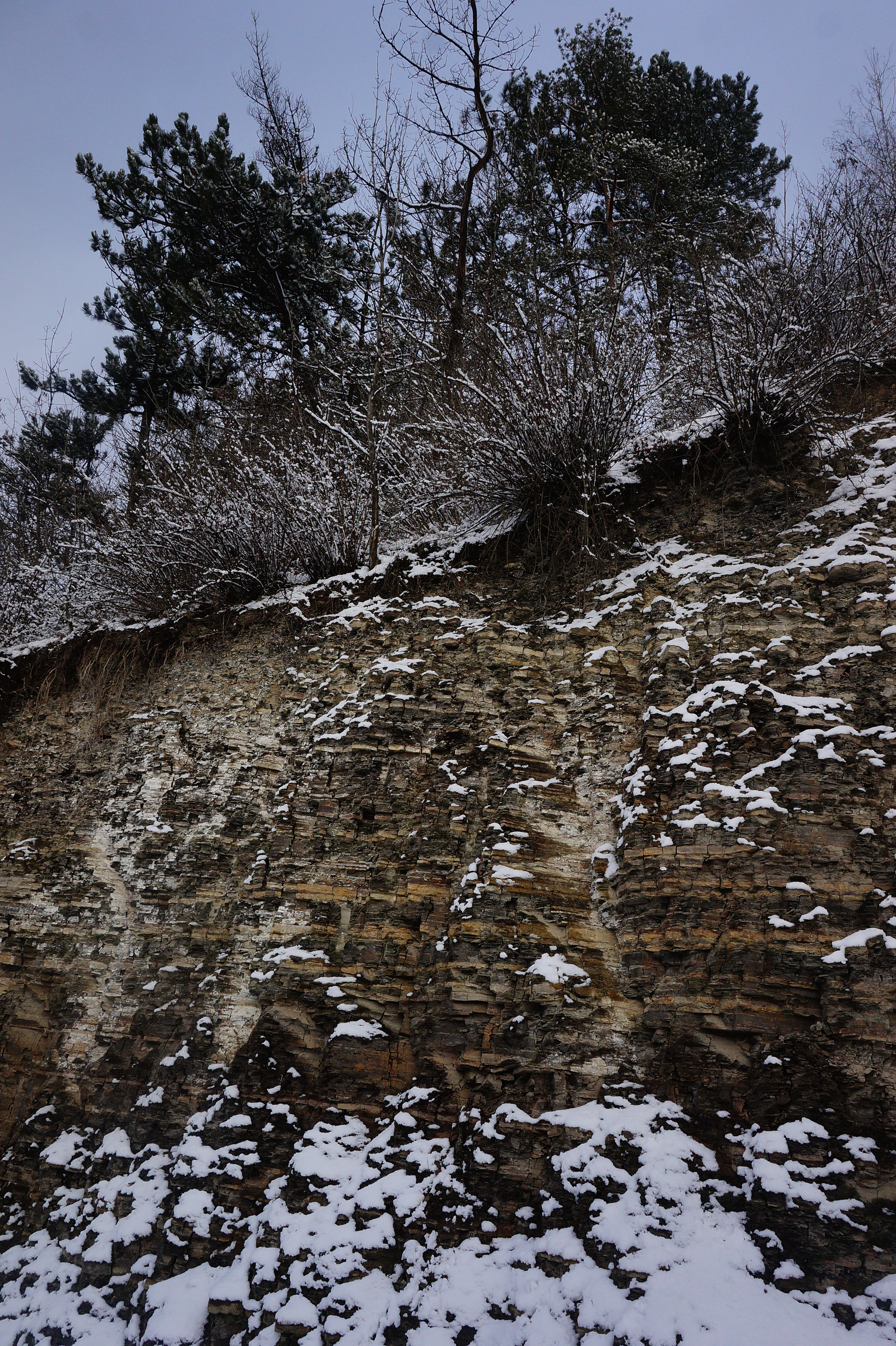
Відслонення девону в місті Чорткові

Відсло́нення дево́ну в м. Чортко́ві — геологічна пам'ятка природи місцевого значення в Україні.
Розташована біля північної околиці села Горішня Вигнанка Чортківського району Тернопільської області, на 1 км вище за течією від міста Чорткова, на лівому схилі річки Серету. 
Площа — 0,1 га. Оголошене об'єктом природно-заповідного фонду рішенням виконкому Тернопільської обласної ради від 25 грудня 1983 року № 496. Перебуває у віданні Горішньовигнанської сільської ради. 
Під охороною — відслонення потужної (бл. 40 м) товщі темно-коричневих, зеленувато-сірих тонковерствуватих аргілітів з окремими прошарками вапняків, що містять рештки тентакулітів, остракод, пелеципод. Ці породи належать до жединського ярусу (нижній девон) і є стратотипом чортківського горизонту. Відслонення має важливе наукове значення. 